# Джаксон-Смит, Эндрю
Эндрю Джаксон-Смит (англ. Andrew Juxon-Smith; 1933, Фритаун — 1996, США) — политический и военный деятель Сьерра-Леоне.

## Биография
C 27 марта 1967 года по 18 апреля 1968 года занимал должность председателя Национального совета реформирования и исполняющим обязанности генерал-губернатора, фактическим главой Сьерра-Леоне. Совет был отстранён от власти в апреле 1968 года Сержантским переворотом во главе с Джоном Амаду Бангурой, а премьер-министром стал Сиака Стивенс. Эндрю Джаксон-Смит принадлежал к креолам, хотя у него также были в роду корни шербро и менде. Позже переехал в Соединённые Штаты Америки и умер в Стэплтоне, Нью-Йорк. Его жизненный путь лёг в основу короткометражного документального фильма «Забытое прошлое», снятого Андреасом Хаджипатерасом в 2018 году.